# Ангелина, Прасковья Никитична

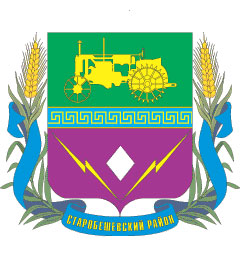
Трактор на гербе Старобешевского района Донецкой области символизирует трудовой подвиг Паши Ангелиной

Праско́вья (Па́ша) Ники́тична Анге́лина (30 декабря 1912 [12 января 1913], село Старобешево, Мариупольский уезд, Екатеринославская губерния, Российская империя — 21 января 1959, Москва, СССР) — участница стахановского движения в годы первых пятилеток, бригадир тракторной бригады МТС, ударница, дважды Герой Социалистического Труда (1947, 1958).

## Биография
Родилась 30 декабря 1912 года в селе Старобешево в греческой семье; родители были батраки.
В 1929 году одной из первых женщин окончила курсы трактористов и стала работать трактористкой Старо-Бешевской машинно-тракторной станции. В 1933 году она организовала в этой МТС первую в СССР женскую тракторную бригаду и возглавила её. В 1934 году её бригада выполнила производственный план на 129%.
Член ВКП(б) с 1937 года.
Стала одним из символов технически образованной советской работницы. 
Инициатор создания курсов для подготовки женщин-трактористок. В 1938 году обратилась к женщинам СССР с призывом «Сто тысяч подруг — на трактор!» (на который откликнулись 200 тыс. девушек и женщин).
В 1940 году окончила Московскую сельскохозяйственную академию имени К. А. Тимирязева.
В годы Великой Отечественной войны — в эвакуации с осени 1941 года по 1944 год в Будённовской МТС, с. Будённовка,Теректинского (с 1965 года Бурлинского) района, Западно-Казахстанской области Казахской ССР, где продолжала ударно работать бригадиром женской тракторной бригады.
Автор книги «Люди колхозных полей» (1948).
Депутат Верховного Совета СССР 1-5 созывов. Делегат 18 - 20 съездов КПСС.
Вследствие постоянной работы с машинными маслами и дизельным топливом заболела циррозом печени и была госпитализирована в Москве за несколько дней до открытия внеочередного XXI съезда КПСС, делегатом которого была избрана.
Умерла 21 января 1959 года в Москве. Похоронена на родине, в посёлке Старобешево.

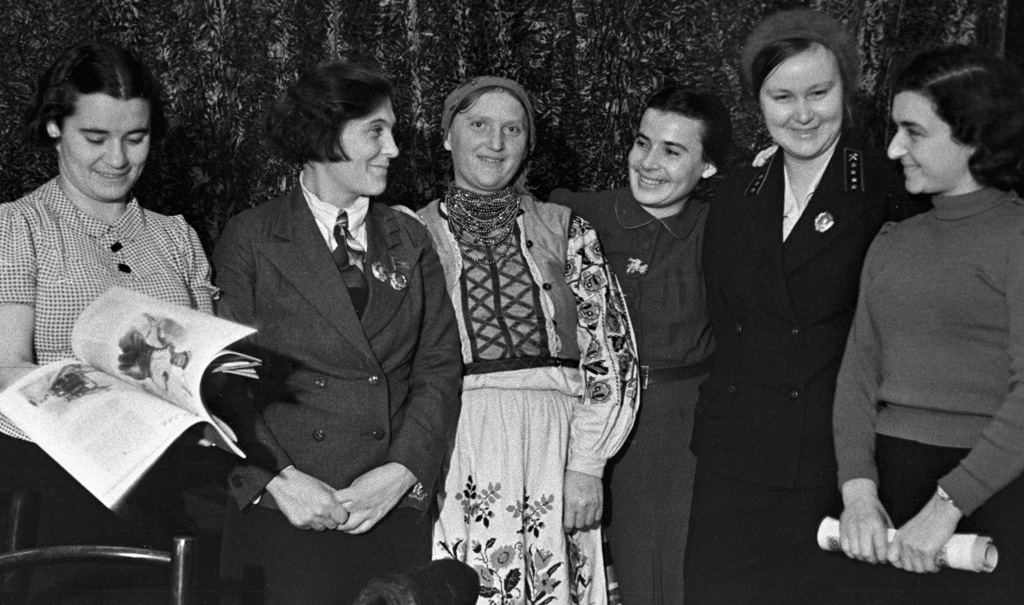
Знатная трактористка Паша Ангелина (вторая слева) в перерыве совещания в ЦК ВЛКСМ, фото Ивана Шагина, 14 июля 1936.
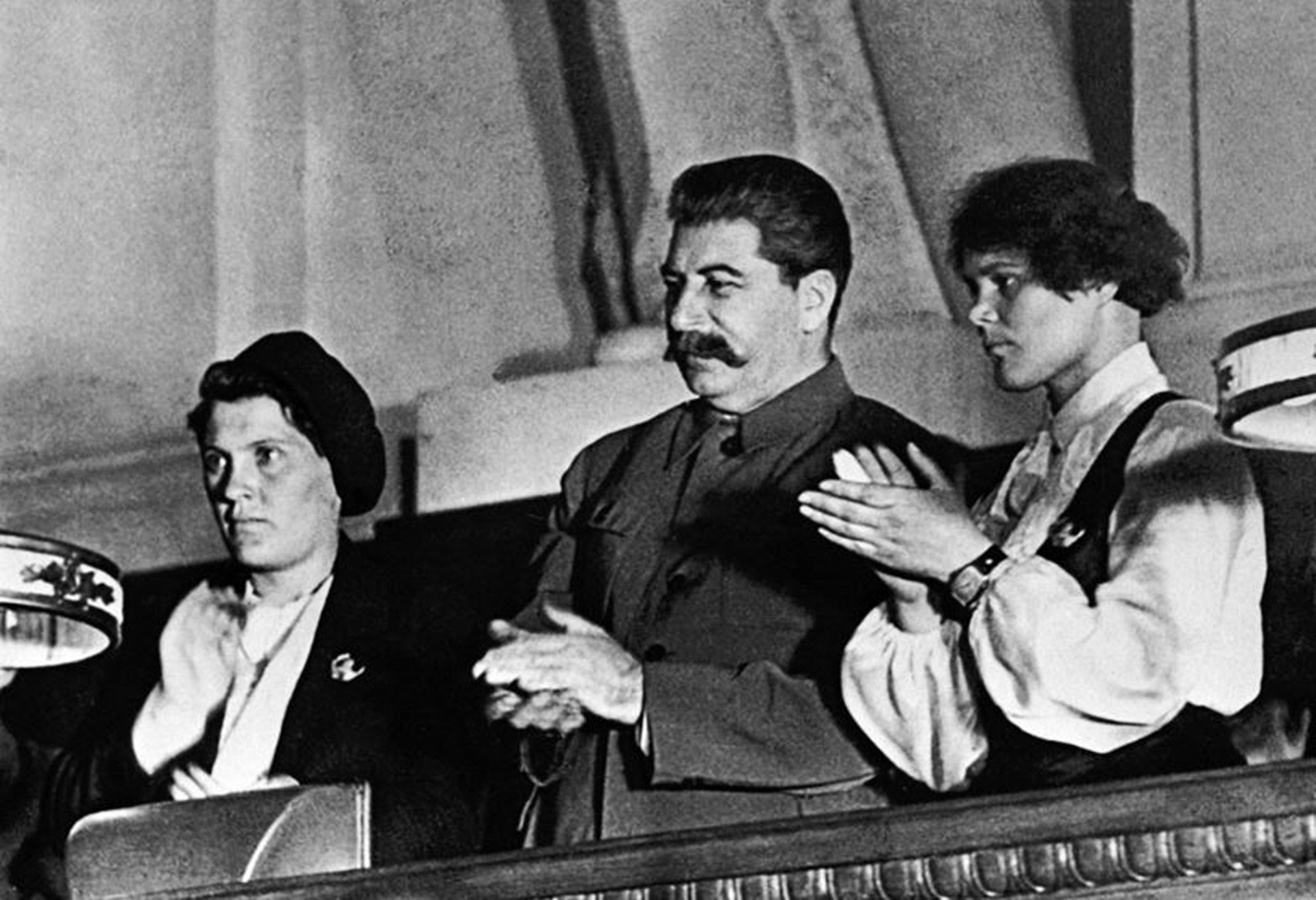
Ангелина (слева) и Демченко со Сталиным на X съезде ВЛКСМ, 1936.

## Награды и звания
- дважды Герой Социалистического Труда[2][3]:
  - 19.3.1947 — за высокие урожаи пшеницы и ржи,
  - 26.2.1958 — за успехи в развитии сельского хозяйства.
- три ордена Ленина[2] (30.12.1935; 19.3.1947; 8.2.1954)
- орден Трудового Красного Знамени[2] (7.2.1939)
- медали
- Сталинская премия третьей степени (1946)[2][3] — за коренное усовершенствование методов эксплуатации тракторов и сельскохозяйственных машин, обеспечившее высокую производительность[4].

## Память
- мемориальный музей П. Н. Ангелиной (пгт. Старобешево) - открыт 1 июня 1966 года
- в СССР проходил конкурс женщин-механизаторов на приз Паши Ангелиной, победители в котором получали именной трактор (в 1984 году это были ЮМЗ-6[5] и МТЗ-80)[6]
- Бронзовый бюст Паши Ангелиной установлен на её родине — в посёлке городского типа Старобешево[7], где её имя носит проспект.